# Erin Cahill
Erin Jessica Cahill (Stafford, 4 gennaio 1980) è un'attrice statunitense. All'età di undici anni ha vinto il concorso di Miss Junior Virginia 1991. 

## Biografia
Ha iniziato a recitare quando aveva quattro anni e ha cominciato a prendere lezioni di canto e ballo all'età di otto anni.

## Vita privata
È sposata con il musicista gallese Paul Freeman dal 3 settembre 2016.

## Filmografia

### Cinema
- The Biggest Fan, regia di Michael Criscione e Michael Meyer (2002)
- Bill the Intern, regia di Will Hess (2003)
- Creature Unknown, regia di Michael Burnett (2004)
- Race You to the Bottom, regia di Russell Brown (2005)
- Ski College, regia di Jonathan Schwartz (2005) - non accreditata
- The Mirror, regia di Stephen Eckelberry (2007)
- Jekyll, regia di Scott Zakarin (2007)
- Fast Track: No Limits, regia di Axel Sand (2008)
- Our Feature Presentation, regia di Gardner Loulan (2008)
- Boogeyman 3, regia di Gary Jones (2008)
- Beverly Hills Chihuahua 2, regia di Alex Zamm (2011)
- Weather Wars (Storm War), regia di Todor Chapkanov (2011)
- Sweet Old World, regia di David Zeiger (2012)
- Beverly Hills Chihuahua 3: Viva La Fiesta! (Beverly Hills Chihuahua 3), regia di Lev L. Spiro (2012)
- Skinwalker Ranch, regia di Devin McGinn e Steve Berg (2013)
- Wingman Inc., regia di Choice Skinner (2015)
- L'osservatore (The Watcher), regia di Ryan Rothmaier (2016)
- Resident Evil: Vendetta (Biohazard: Vendetta), regia di Takanori Tsujimoto (2017)
- Church People, regia di Christopher Shawn Shaw (2021)
- Loren & Rose, regia di Russell Brown (2022)
- It Snows All the Time, regia di Jay Giannone (2022)

### Televisione
- Power Rangers Time Force – serie TV, 40 episodi (2001)
- Power Rangers Wild Force – serie TV, episodi 1x24-1x25 (2002)
- Crossing Jordan – serie TV, episodio 2x20 (2003)
- American Dreams – serie TV, episodio 3x15 (2005)
- Free Ride – serie TV, 6 episodi (2006)
- Cold Case - Delitti irrisolti (Cold Case) – serie TV, episodio 4x21 (2007)
- On the Lot (14 Cut to 13 & 13 Directors Compete) – serie TV, episodio 1x07 (2007)
- CSI: Miami – serie TV, episodio 6x12 (2007)
- Supernatural – serie TV, episodio 3x09 (2008)
- Greek - La confraternita – serie TV, episodio 1x21 (2008)
- Senza traccia (Without a Trace) – serie TV, episodio 7x08 (2008)
- How I Met Your Mother – serie TV, episodio 4x11 (2008)
- Crappy Holidays Presents... – serie TV, episodi 1x03 (2009)
- Grey's Anatomy – serie TV, episodio 5x17 (2009)
- General Hospital – serie TV, 6 episodi (2009)
- The Ex List - serie TV, episodio 1x08 (2009)
- Detective Monk (Monk) – serie TV, episodio 8x06 (2009)
- NCIS - Unità anticrimine – serie TV, episodio 7x03 (2009)
- The Mentalist – serie TV, episodio 2x06 (2009)
- CSI: NY – serie TV, episodio 6x17 (2010)
- Saving Grace – serie TV, 6 episodi (2009-2010)
- Ghost Whisperer - Presenze (Ghost Whisperer) – serie TV, episodio 5x19 (2010)
- Castle - Detective tra le righe (Castle) – serie TV, episodio 2x22 (2010)
- Dr. House - Medical Division (House, M.D.) – serie TV, episodio 7x04 (2010)
- Chase - serie TV, episodio 1x15 (2011)
- Terapia d'urto - serie TV, episodio 1x02 (2011)
- Chuck – serie TV, episodio 5x11 (2012)
- Body of Proof - serie TV, episodio 3x01 (2013)
- Red Widow – serie TV, 5 episodi (2013)
- Sleepy Hollow – serie TV, episodio 1x09 (2013)
- NCIS: Los Angeles – serie TV, episodio 6x06 (2014)
- Bones – serie TV, episodio 11x04 (2015)
- Un diavolo di angelo (Angel from Hell) – serie TV, episodio 1x11 (2016)
- La slitta dei desideri (Sleigh Bells Ring), regia di Marita Grabiak – film TV (2016)
- Il nemico della porta accanto (Nanny Nightmare), regia di Brian Herzlinger – film TV (2017)
- Una tata pericolosa (Nanny Seduction), regia di Emily Moss Wilson (2017)
- Stitchers – serie TV, 4 episodi (2017)
- 9-1-1 – serie TV, episodio 1x04 (2018)
- La tradizione del Natale (Hometown Christmas), regia di Emily Moss Wilson - film TV (2018)
- Criminal Minds – serie TV, episodio 13x17 (2018)
- The 5th Quarter – serie TV, episodio 3x07 (2018)
- Last Vermont Christmas, regia di David Jackson – film TV (2018)
- Christmas on the Range, regia di Gary Wheeler – film TV (2019)
- Non è un caso (Random Acts of Christmas), regia di Marita Grabiak – film TV (2019)
- Killer Inspiration, regia di George Erschbamer – film TV (2019)
- L'autunno dei ricordi (Love, Fall & Order), regia di Clare Niederpruem – film TV (2019)
- L'ingrediente segreto (The Secret Ingredient), regia di Tibor Takács – film TV (2020)
- Un Natale senza tempo (A Timeless Christmas), regia di Ron Oliver – film TV (2020)
- Un amore a Sunflower Valley (Love Stories in Sunflower Valley), regia di Robert Lieberman – film TV (2021)
- Amore on the road (Making Something Great), regia di Robert Lieberman – film TV (2021)
- La campanella dei desideri (Every Time a Bell Rings), regia di Maclain Nelson – film TV (2021)
- Un miracolo sotto l'albero (Christmas Bedtime Stories), regia di Alysse Leite-Rogers - film TV (2022)
- Mystery 101 – serie TV, episodio 1x06 (2022)
- Holidazed - serie TV, 5 episodi (2024)

## Doppiatrici italiane
Nelle versioni in italiano delle opere in cui ha recitato, Erin Cahill è stata doppiata da:
- Perla Liberatori in Ghost Whisperer - Presenze,  Weather Wars - La terra sotto assedio, Castle
- Antonella Baldini in Power Rangers Time Force, Power Rangers Wild Force
- Domitilla D'Amico in The Mentalist, CSI: Miami
- Federica De Bortoli in Supernatural, Saving Grace
- Myriam Catania in Beverly Hills Chihuahua 2, Beverly Hills Chihuahua 3: Viva La Fiesta!
- Valentina Mari in Cold Case - Delitti irrisolti, Un Natale senza tempo
- Ilaria Latini in Senza traccia, La campanella dei desideri
- Francesca Bielli in How I Met Your Mother
- Micaela Incitti in Grey's Anatomy
- Emilia Costa in NCIS - Unità anticrimine
- Emanuela Damasio in Detective Monk
- Gloria Rossi in Red Widow
- Ilaria Giorgino in Boogeyman 3
- Laura Latini in Dr. House - Medical Division
- Chiara Gioncardi in NCIS: Los Angeles
- Maura Cenciarelli in L'ingrediente segreto
- Sara Crestini in Non è un caso

Da doppiatrice è sostituita da:
- Valentina Favazza in Resident Evil: Vendetta
- Giuliana Atepi in Call of Duty: Black Ops II